# Leiophron gozmanyi
Leiophron gozmanyi är en stekelart som beskrevs av Papp 2007. Leiophron gozmanyi ingår i släktet Leiophron och familjen bracksteklar. Inga underarter finns listade i Catalogue of Life.